# 小行星23325
小行星23325（23325 Arroyo）是一颗绕太阳运转的小行星，为主小行星带小行星。该小行星于2001年1月20日发现。

## 轨道参数
小行星23325的轨道半长轴为351 914 148 km，2.3523673 UA，离心率为0.126。